# .onion
.onion è un dominio di primo livello speciale. Introdotto in Tor nel 2004, è descritto nell'RFC 7686 dell'ottobre 2015.
Tra i siti che sono disponibili via HTTPS tramite dominio .onion figurano Facebook, The Interceptor e The New York Times.

## Altri domini legati a Tor
.exit è un dominio introdotto per specificare gli exit nodes, tuttavia disabilitato in Tor 0.2.2.1-alpha per questioni di sicurezza.
.noconnect è un dominio introdotto nella versione 0.1.2.4-alpha per chiudere la connessione è stato rimosso in Tor 0.2.2.1-alpha.